# 沃氏副雙邊魚
沃氏副雙邊魚為輻鰭魚綱鱸形目鱸亞目雙邊魚科的其中一個種，分布於亞洲湄公河及婆羅洲、蘇門答臘、馬來半島等的淡水流域，體長可達20公分，屬肉食性，棲息在靜止或流動緩慢的溪流或湖泊。